# Sjösås äng
Sjösås äng är ett naturreservat i Sjösås socken i Växjö kommun i Småland (Kronobergs län).
Området är skyddat sedan 1971 och omfattar 19 hektar som består mest av slåtterängar. Det gränsar till Braås samhälle och sträcker sig från Sjösås gamla kyrka och cirka 500 meter i sydostlig riktning.

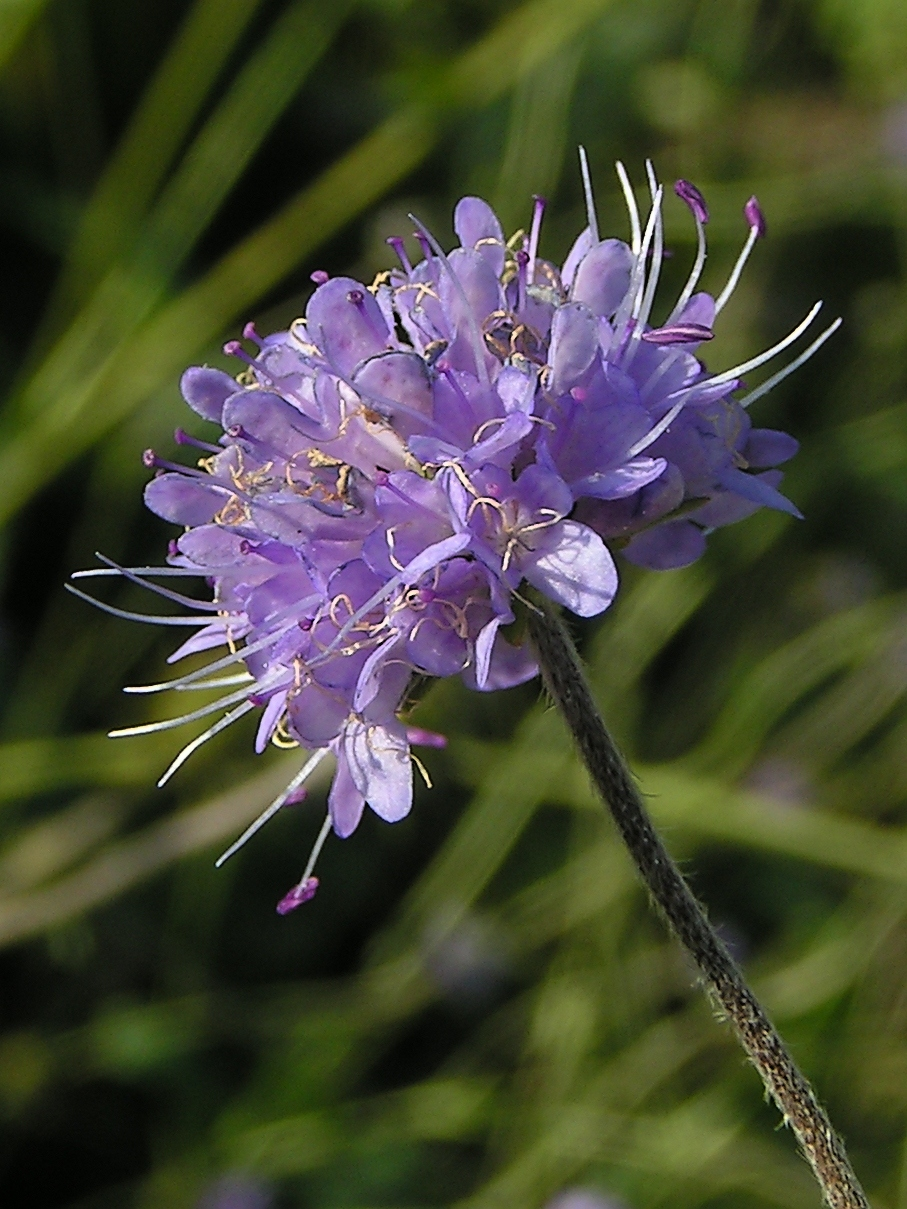
Ängsvädd

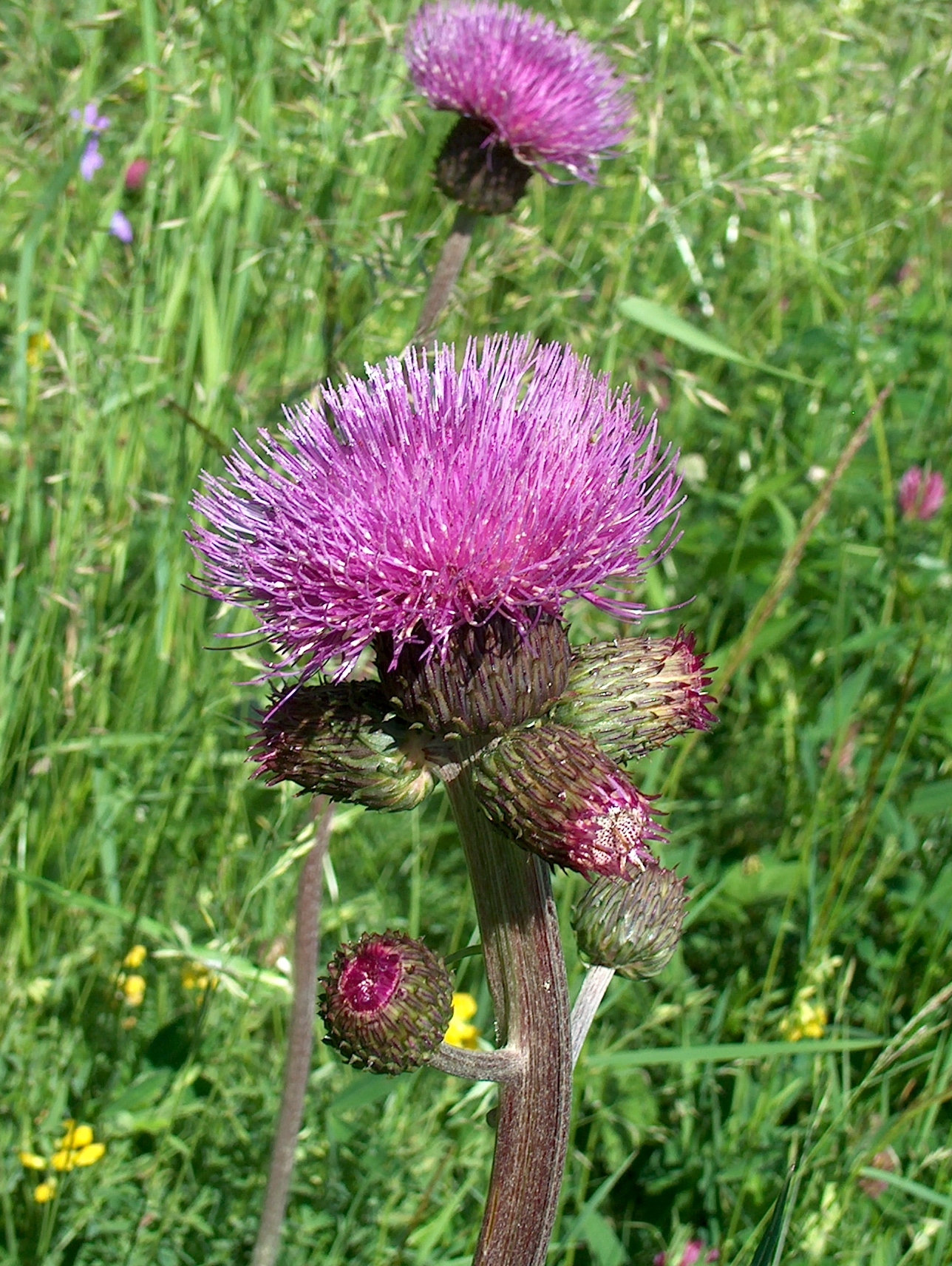
Brudborste

Tillsammans med Braås hembygdspark vid sjön Örkens strand och den gamla kyrkan blir området extra vackert och intressant. Det gäller inte minst kulturhistoriskt.
Naturreservatets område har en lång odlingshistoria. Där låg forna slåtterängar som hörde till prästgården. Man kan urskilja gamla åkrar och odlingsrösen. Där finns gamla hamlade lindar.
Den norra delen av Sjösås äng slås varje år med lie för att bevara den unika floran.
På slåtterängen växer bland annat ängsvädd, brudborste, prästkrage, slåttergubbe, jungfrulin och solvända. I området finns många gamla träd, både ek och lind. I vissa delar finns gott om död ved.